# 존 폴 존스 (군인)
존 폴 존스(본명 존 폴, 영어: John Paul Jones, 1747년 7월 6일 ~ 1792년 7월 18일)는 미국 독립 전쟁 당시 대륙해군에서 복무한 스코틀랜드 태생의 해군 장교이다. 종종 "미국 해군의 아버지"라고 불리는 존스는 여러 평론가들에게 미국의 군사 역사상 가장 위대한 해군 사령관 중 한 명으로 평가받는다. 커크커브리트셔 아비글랜드에서 태어난 존스는 13세에 선원이 되어 노예선을 포함한 여러 상선에서 복무했다. 반란을 일으킨 부하를 죽인 후 체포를 피하기 위해 영국 버지니아 식민지로 도피했으며,  1775c.년 새로 창설된 대륙해군에 합류했다.
이어진 영국과의 전쟁 동안 존스는 여러 해전에서 영국 왕립 해군과 교전했다. 그는 아일랜드해와 북해에서 해군 작전을 지휘하며 영국 해군 및 상선과 다른 민간 목표물을 공격했다. 이 작전의 일환으로 그는 잉글랜드의 화이트헤이븐 마을을 습격했으며, 노스 채널 해전에서 승리하고 플램버러 헤드 전투에서 승리하여 국제적인 명성을 얻었다. 1787년 지휘권을 잃은 존스는 러시아 제국 해군에 입대하여 해군소장으로 승진했다. 그러나 존스가 미성년자를 강간했다는 혐의를 받은 후, 그는 러시아 해군에서 쫓겨났고 곧 파리에서 45세의 나이로 사망했다. 프리메이슨이었던 존스는 존 핸콕, 토머스 제퍼슨, 벤저민 프랭클린을 포함한 미국의 정치 엘리트들 사이에서 많은 친구를 사귀었다.

## 초기 생애와 훈련

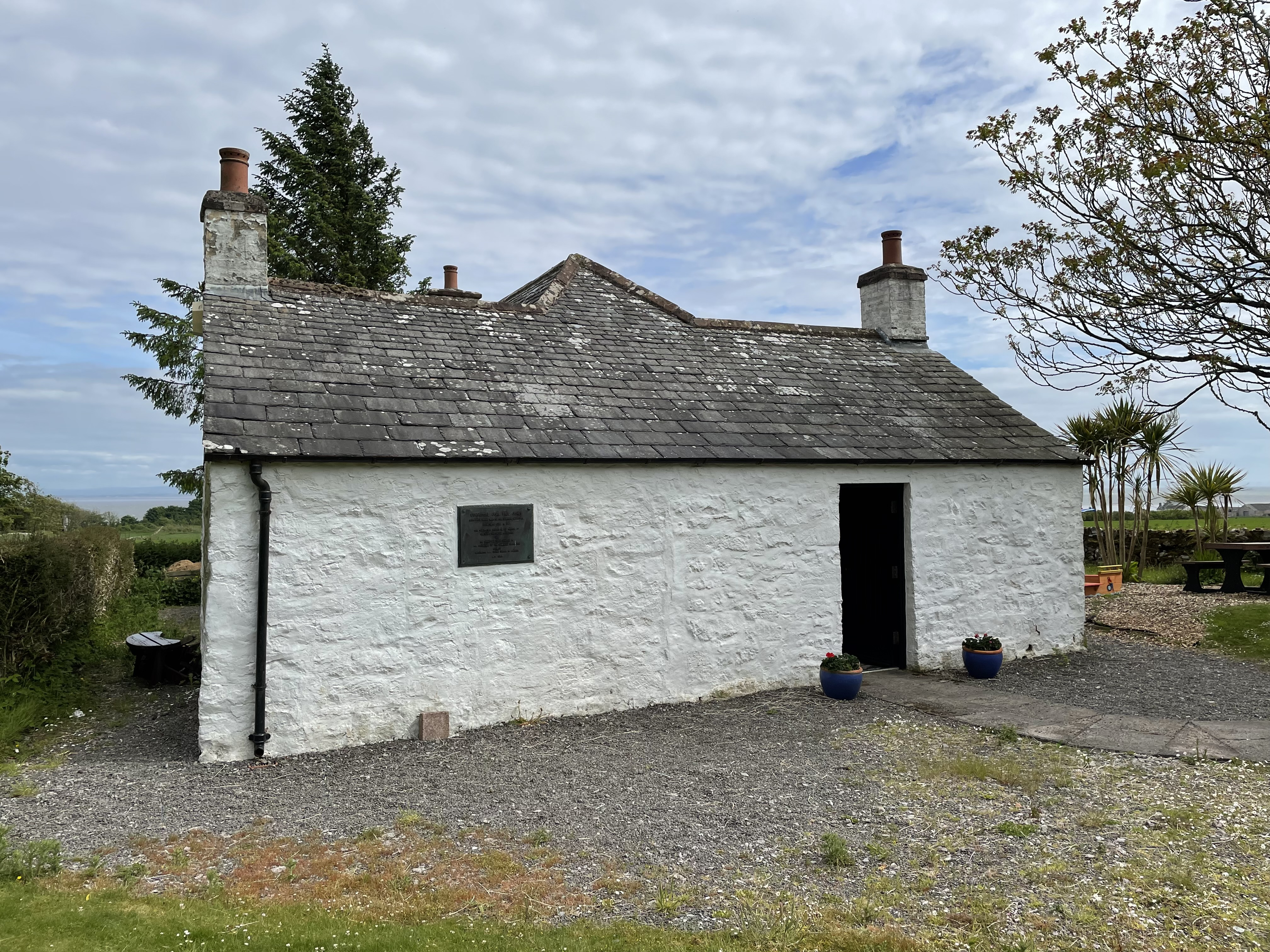
스코틀랜드 남부 아비글랜드에 있는 존 폴 존스의 생가이자 원래 집

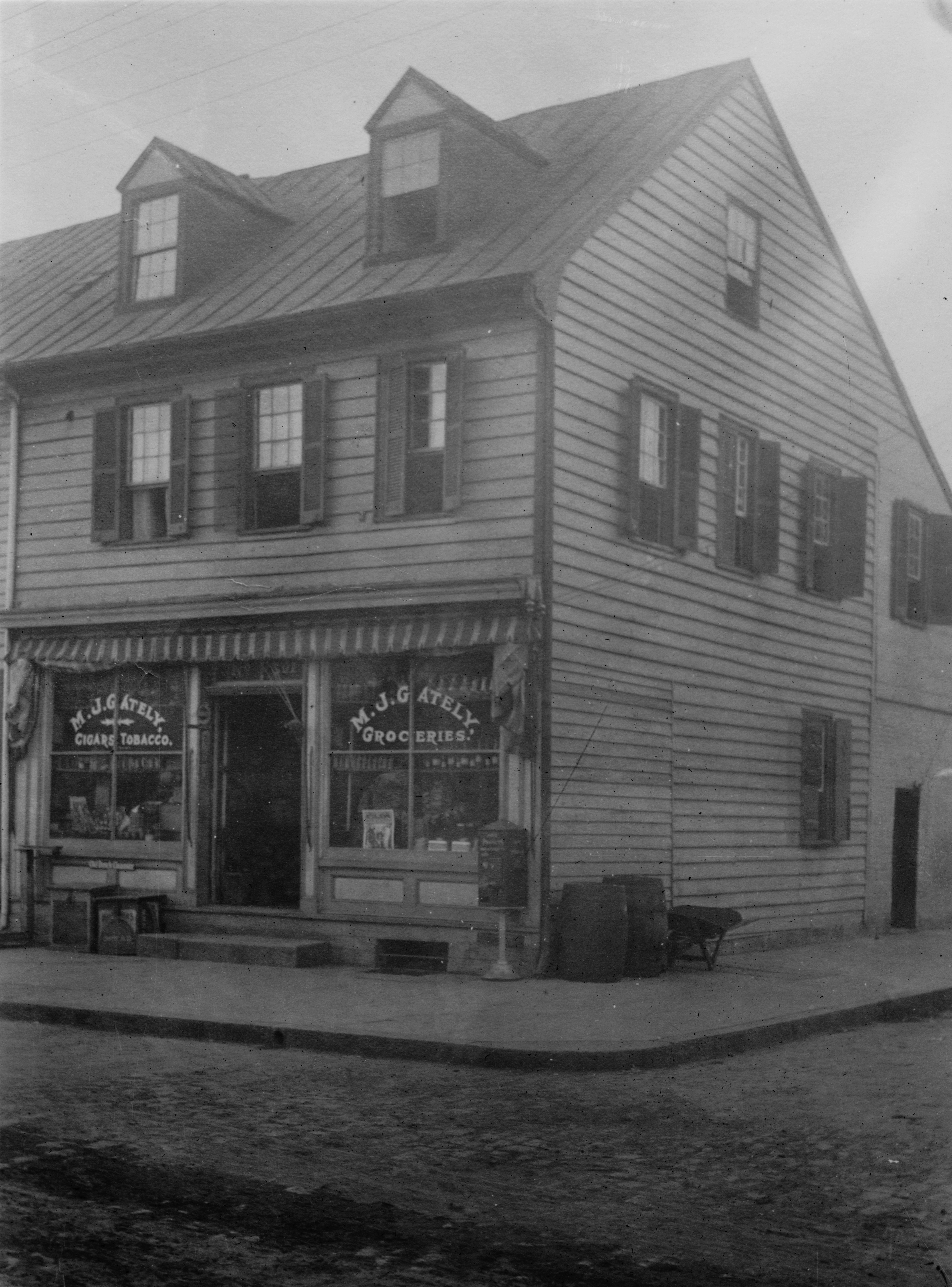
프레더릭스버그 (버지니아주)에 있는 존 폴 존스의 집. 그는 형 윌리엄으로부터 이 집을 물려받았다.

당시 존 폴로 알려진 그는 스코틀랜드 남서부 해안의 커크커브리트셔 커크빈 근처 아비글랜드 영지에서 태어났다. 그의 부모는 1733년 11월 29일 커크커브리트셔 뉴 애비에서 결혼했다. 존 폴은 13세에 해상 경력을 시작했으며, 잉글랜드 북부 컴벌랜드 (잉글랜드) 주의 화이트헤이븐에서 캡틴 벤슨 휘하의 프렌드십호에서 견습생으로 항해했다. 폴의 형 윌리엄 폴은 프레더릭스버그 (버지니아주)에 결혼하여 정착했다. 버지니아는 폴의 많은 항해 목적지였다.
몇 년 동안 폴은 선원으로 일하며 여러 상선을 타고 항해했다. 1764년, 그는 대서양 노예 무역에 참여하여 노예선 킹 조지호에서 3등 항해사로 복무했으며, 2년 후에는 킹스턴 (자메이카)에서 운항하는 50피트 노예선 투 프렌즈호의 1등 항해사로 옮겼다. 서아프리카로 여러 차례 항해를 마친 후, 폴은 1768년에 "혐오스러운 무역"이라고 묘사한 노예 무역을 그만두었다. 투 프렌즈호가 킹스턴에 정박해 있는 동안 폴은 스코틀랜드로 가는 배편을 예약했다.
폴의 경력은 1768년 항구에서 출항한 브릭 (범선) 존호에 탑승한 다음 항해에서 선장과 고위 항해사 모두 갑자기 황열로 사망하면서 빠르게 예상치 못하게 발전했다. 승무원들의 격려와 투표로 폴은 배를 안전한 항구로 되돌리는 데 성공했으며, 이 공로로 감사하는 스코틀랜드 선주들은 그를 배의 선장으로 임명하고 화물의 10%를 지급했다. 그는 어려움에 처하기 전까지 서인도 제도로 두 차례 항해를 이끌었다.
1770년 두 번째 항해에서 존 폴은 임금 조기 지급에 대한 반란을 일으키려 한 선원 중 한 명을 채찍질했고, 이는 그의 징계가 "불필요하게 잔인하다"는 비난으로 이어졌다. 이러한 주장은 처음에는 기각되었지만, 몇 주 후 선원이 사망하면서 그의 호의적인 명성은 실추되었다. 존 폴은 그 남자의 죽음에 연루된 혐의로 체포되었다. 그는 커크커브리트 톨부스에 수감되었으나 나중에 보석으로 풀려났다. 이 사건이 그의 명성에 미친 부정적인 영향은 부인할 수 없다. 지역 총독은 존 폴에게 보석 상태에서 이 지역을 떠나 이름을 바꾸라고 권했다. 부상으로 사망한 남자는 일반 선원이 아니라 매우 영향력 있는 스코틀랜드 가문의 모험가였다.
스코틀랜드를 떠난 존 폴은 22문의 대포를 장착한 런던 등록 선박 베시호(서인도 상선)를 지휘하며 약 18개월 동안 토바고섬에서 상업 투기에 종사했다. 그러나 그는 임금 분쟁 중 반란을 일으킨 선원을 칼로 죽이면서 이 일이 끝났다. 몇 년 후, 벤저민 프랭클린에게 이 사건을 묘사하는 편지에서 존 폴은 살인이 정당방위였다고 주장했지만, 소집하는 데 몇 달이 걸리고 첫 번째 희생자의 가족이 영향력이 있었던 해군 재판소에서 재판을 기다릴 의향은 없었다.
그는 도주해야 한다고 느꼈다. 존스의 역사에는 18개월간의 공백이 있으며, 일부 전기 작가들은 그가 토바고를 탈출하기 위해 해적이 되었을 가능성을 탐구한다. 해적에 대한 소문이 그를 따라다녔지만, 그의 비방자들이 만들어냈을 수도 있다. 그러나 그는 결국 프레더릭스버그 (버지니아주)에 다시 나타났고, 재산을 뒤로하고 떠났으며, 그곳에서 직계 가족 없이 사망한 형의 일을 정리하려고 했다. 그는 버지니아 프레더릭 카운티에 땅을 받았다. 이 무렵 존 폴은 존스 (성)라는 성을 사용하기 시작했다. 노스캐롤라이나 주에는 존 폴이 윌리 존스 (정치가)를 기리기 위해 "존스"라는 이름을 채택했다는 오랜 전통이 있다. 존스는 패트릭 헨리의 미래 신부가 될 도로시아 스폿우드 댄드리지에게 구애했으며, 버지니아에 머무는 동안 존 K. 리드 박사와 소중한 우정을 맺었다.1775년 여름, 존스는 조지프 휴스와 다른 혁명 지도자들을 필라델피아에서 만났다.
그때부터 미국은 그가 나중에 요안 데르크 판 데르 카펠렌 톳 덴 폴 남작에게 자신을 표현했듯이 "그가 사랑하여 선택한 나라"가 되었다. 얼마 지나지 않아 존 폴 존스는 영국에 맞서 싸우기 위해 미국 해군에 입대했다.

## 해군 경력

### 아메리카 식민지
출처들은 존스 생애의 이 시기, 특히 그의 가족 상황에 대해 어려움을 겪고 있으며, 역사적으로 존스가 미국으로 이주한 동기를 정확히 파악하기 어렵게 만들고 있다. 그의 계획이 농장에서 예상대로 진행되지 않았는지, 아니면 혁명 정신에 영감을 받았는지는 알려지지 않았다. 그는 1774년 필라델피아에 있는 미국철학학회에 선출된 것으로 알려져 있다.
존스는 북아메리카에 정착한 직후 필라델피아로 떠나 1775년경 새로 창설된 미국 해군의 전신인 대륙해군에 자원했다. 이 시기에 해군과 해병대가 공식적으로 창설되고 있었으며, 적합한 함선 장교와 함장이 매우 필요했다. 존스의 잠재력은 그의 능력을 알고 있던 리처드 헨리 리의 추천이 없었다면 인정받지 못했을 것이다. 대륙회의의 영향력 있는 의원들의 도움으로 존스는 1775년 12월 7일 대륙해군에서 새로 개조된 24문 프리깃 USS 알프레드의 1등 항해사로 임명되었다.

### 혁명 전쟁 지휘

#### 초기 지휘
존스는 1776년 2월 델라웨어강에서 대륙해군의 첫 항해를 위해 알프레드호를 타고 출항했다. 이 배에서 존스는 해군 함선에 최초로 미국 선기 (기), 즉 초기 아메리카의 비공식 국기를 게양하는 영광을 누렸다.
함대는 해안을 따라 항해할 것으로 예상되었으나, 대신 코모도어 에섹 홉킨스의 명령으로 바하마로 항해하여 나소를 습격하여 군수품을 약탈했다. 함대는 귀환 항해 중 영국 우편선과 실패적인 교전을 벌였다. 존스는 이후 슬루프 USS 프로비던스의 지휘를 맡게 되었다. 의회는 최근 미국 해군을 위해 13척의 프리깃함 건조를 명령했으며, 그 중 한 척은 존스가 지휘할 예정이었다. 이 권위 있는 지휘를 대가로 존스는 더 작은 프로비던스호의 임무를 수락했다. 1776년 여름 프로비던스호의 함장으로서 존스는 대륙해군과 의회를 위해 다양한 임무를 수행했다. 이러한 임무에는 병력 수송, 물자 이동, 호송대 호위 등이 포함되었다. 이 기간 동안 존스는 HMS 케르베루스 (1758)가 쫓고 있던 '히스파니올라발 브릭선'을 군수품으로 가득 실은 채 도울 수 있었다. 이 브릭선은 이후 의회에 의해 구매되어 호이스테드 해커 함장이 지휘하는 USS 햄프던으로 취역했다. 이후 노바스코샤로 6주간 항해하는 동안 존스는 16척의 노획물을 포획하고 캔소 습격 (1776)에서 상당한 피해를 입혔다.
존스의 다음 지휘는 코모도어 홉킨스의 명령에 따른 것으로, 노바스코샤의 탄광에서 강제 노동을 하던 수백 명의 미국인 포로를 해방하고 영국 선박을 습격하는 것이었다. 1776년 11월 1일, 존스는 이 임무를 수행하기 위해 알프레드호를 지휘하여 출항했다. 겨울 조건으로 인해 포로 해방은 불가능했지만, 이 임무로 인해 캐나다의 존 버고인 장군 부대에게 필수적인 겨울 의류를 싣고 있던 멜리시호를 나포하는 성과를 거두었다.

#### 레인저호 지휘

존 폴 존스의 문장

해상에서의 성공에도 불구하고, 존스와 당국자들 간의 불화는 1776년 12월 16일 보스턴에 도착하면서 새로운 수준에 달했다. 항구에서 그는 홉킨스가 자신의 작전 계획을 깎아내려 진급을 방해한다고 믿었기 때문에 코모도어 홉킨스와 불화가 시작되었다. 이와 다른 불만으로 인해 존스는 1777년 6월 14일, 새로운 성조기가 채택된 같은 날, 새로 건조된 USS 레인저의 더 작은 지휘를 맡게 되었다.
필요한 준비를 마친 후, 존스는 1777년 11월 1일 미국 대의에 가능한 모든 도움을 주라는 명령을 받고 프랑스로 항해했다. 프랑스 주재 미국 위원들은 벤저민 프랭클린, 사일러스 딘, 아서 리 (외교관)였으며, 그들은 존스의 전략적 제안을 경청했다. 그들은 암스테르담에서 네덜란드가 미국을 위해 건조 중인 신형 선박 앵디앙의 지휘를 약속했다. 그러나 영국은 압력을 가하여 이 선박이 대신 프랑스(당시 미국과 동맹을 맺지 않은 상태)에 판매되도록 함으로써 앵디앙이 미국 손에 들어가는 것을 막을 수 있었다. 존스는 다시 지휘권을 잃게 되었는데, 이는 1776년 말부터 1777년 초까지 보스턴에서 겪었던 정체의 불쾌한 기억이었다. 이 시기에 존스는 자신이 크게 존경했던 프랭클린과 친밀한 우정을 쌓은 것으로 생각된다.
1778년 2월 6일, 프랑스는 미국과 동맹 조약 (1778)을 체결하여 새로운 미국 공화국의 독립을 공식적으로 인정했다. 8일 후, 존스 함장의 레인저호는 프랑스 함장 라 모트-피케의 기함에서 발사된 9발의 예포로 프랑스에게 공식적으로 경례를 받은 최초의 미국 해군 함선이 되었다. 존스는 이 사건에 대해 "결국 우리 독립과 국가에 대한 인정이었기 때문에 그의 제안을 더욱 기꺼이 받아들였다"고 썼다. 4월 10일, 존스는 브레스트 (프랑스)를 출항하여 그레이트브리튼 서부 해안으로 향했다.

#### 레인저호의 영국 공격

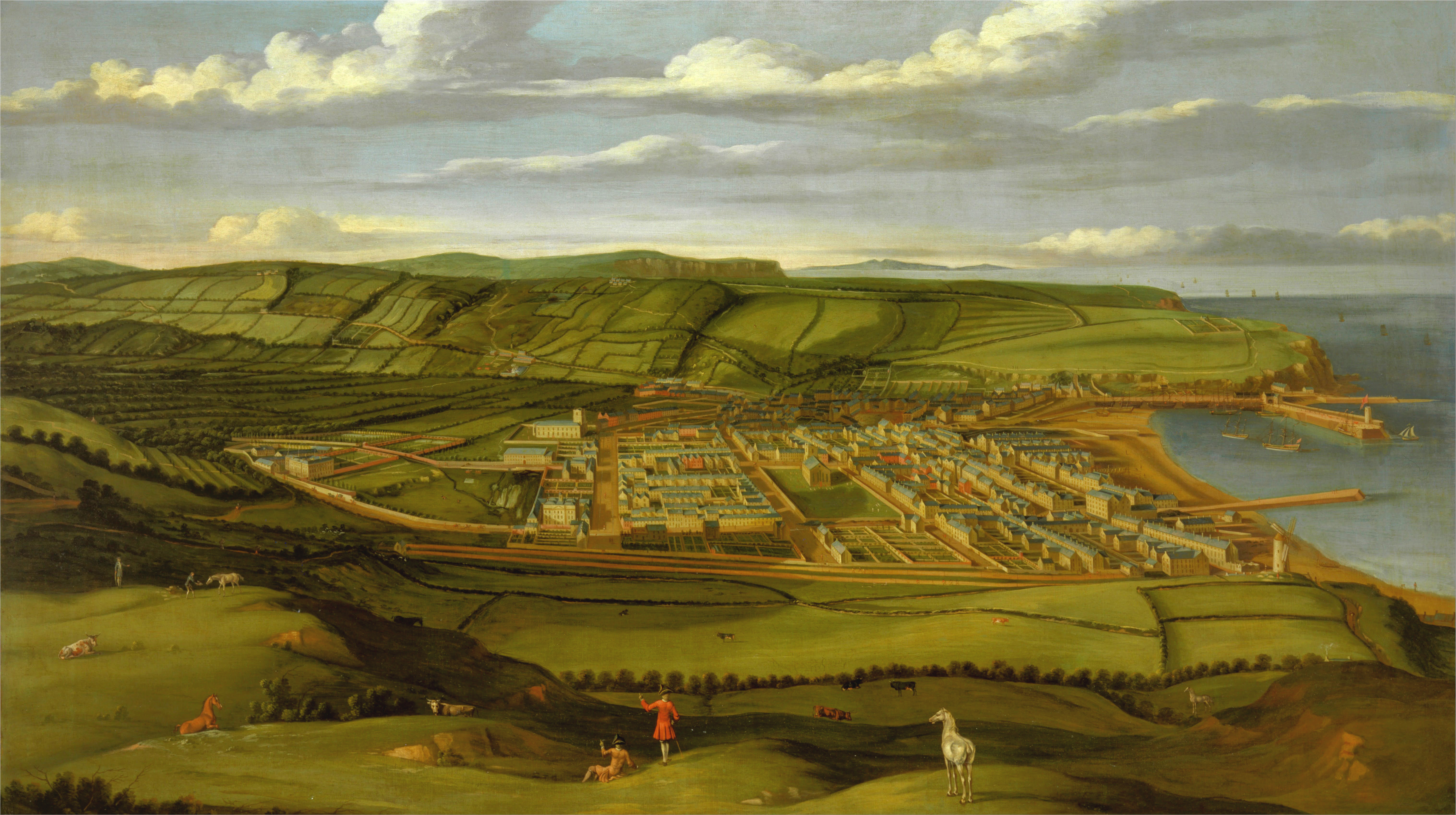
매티어스 리드가 1730년에서 1735년 사이에 완성한 잉글랜드 북서 해안의 화이트헤이븐 풍경화

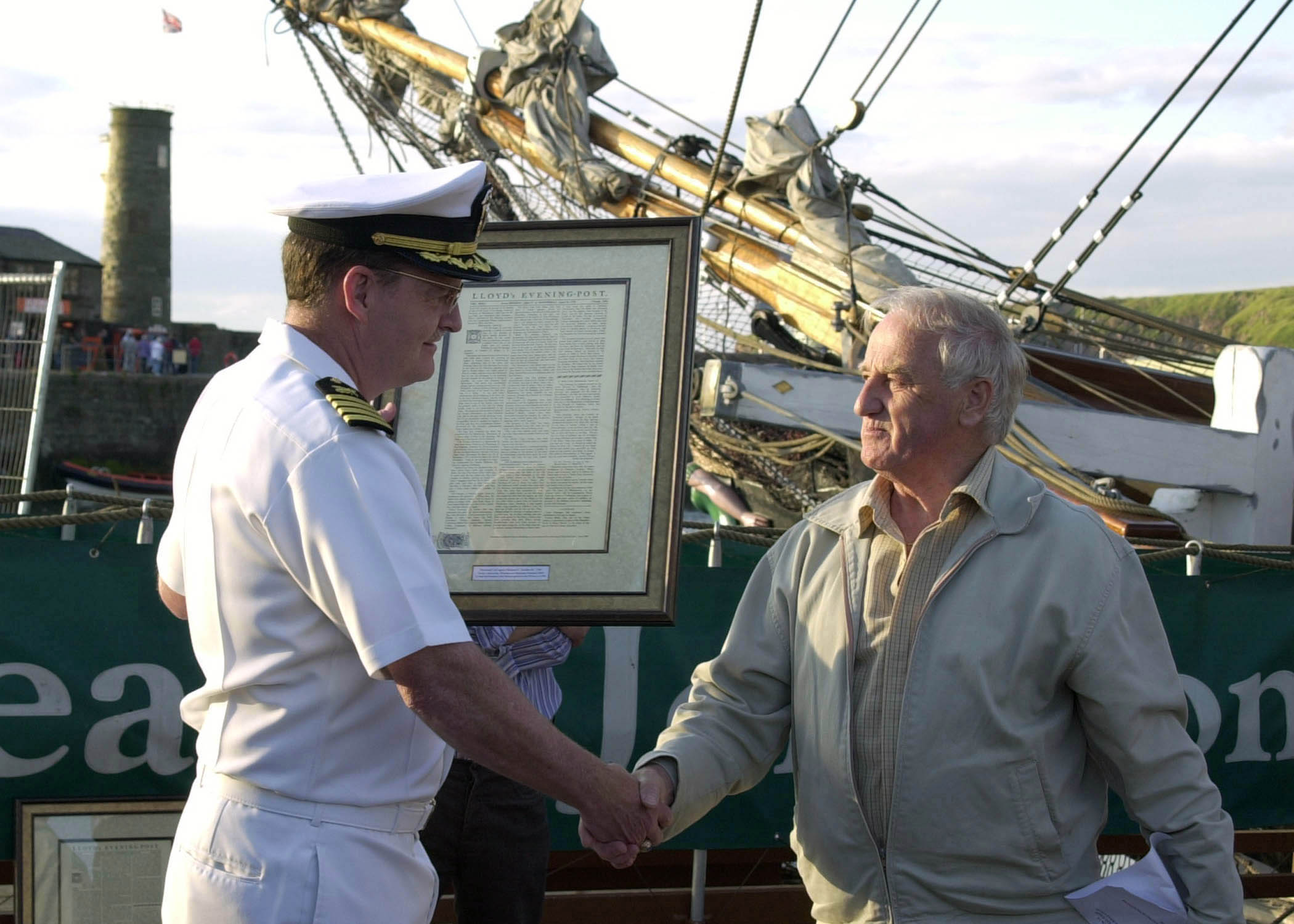
미국 해군 마이클 고든 함장이 2005년 6월 화이트헤이븐 항만 위원회 의장 고든 톰슨으로부터 1778년 4월 지역 신문 사본을 받고 있다.

존스는 아일랜드해에서 영국 상선에 대해 초기 성공을 거두었다. 그는 1778년 4월 17일 자신의 해상 경력이 시작된 마을인 화이트헤이븐에 대한 공격에 선원들을 설득하여 참여시켰다. 존스는 나중에 자신의 상급 장교들의 형편없는 지휘 능력에 대해 썼다(공식 보고서에서는 그러한 문제를 능숙하게 회피했다): "'그들의 목표는 명예가 아니라 이득이었다.' 그들은 가난했다. 승무원의 사기를 북돋우는 대신, 그들은 그들을 불복종으로 선동했다. 그들은 자신들이 제안된 조치가 좋고 나쁨을 판단할 권리가 있다고 설득했다." 역풍으로 인해 그들은 시도를 포기하고 레인저호를 아일랜드 쪽으로 몰아붙여 가는 길에 영국 선박에 더 많은 문제를 야기했다.

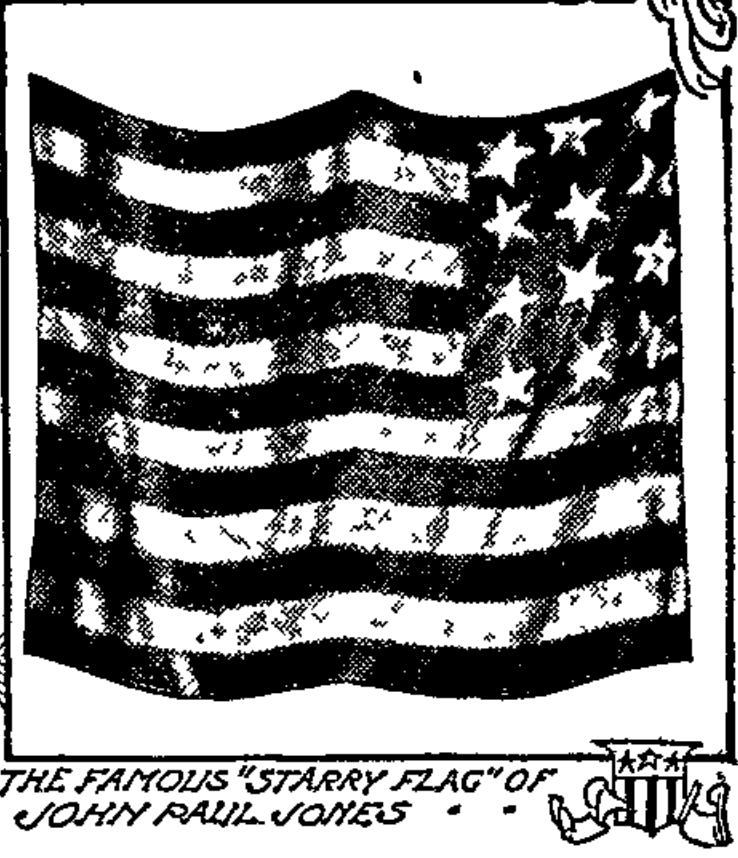
레인저호에 게양된 12성 미국 국기

4월 20일, 존스는 나포한 선원들로부터 영국 왕립 해군 슬루프형 포함 HMS 드레이크이 아일랜드 캐릭퍼거스 앞바다에 정박해 있다는 것을 알게 되었다. 레인저호의 외과 의사 일기에 따르면, 존스의 첫 의도는 대낮에 그 배를 공격하는 것이었지만, 그의 선원들은 "그것을 감행할 의지가 없었다". 이것은 공식 보고서에서 생략된 또 다른 사건이다. 따라서 공격은 자정 직후에 이루어졌지만, 레인저호를 드레이크 바로 옆에 정지시키기 위해 닻을 내릴 책임이 있는 항해사는 어둠 속에서 타이밍을 잘못 판단했으므로 (존스는 회고록에서 그 남자가 술에 취했다고 주장했다), 존스는 닻줄을 자르고 도주해야 했다. 바람이 바뀌었고, 레인저호는 아일랜드해를 다시 건너 화이트헤이븐을 다시 습격하려고 시도했다.
존스는 4월 23일 자정 직후 15명의 남자 두 척의 보트를 이끌고 공격을 감행했다. 그는 화이트헤이븐 항구에 정박해 있던 모든 배들을 불태우고 침몰시키기를 희망했는데, 그 수는 200에서 400척에 달하는 목조 선박으로, 전체 상선 함대와 많은 석탄 운송선을 포함하고 있었다. 그들은 또한 추가적인 화재를 일으켜 마을 사람들을 공포에 떨게 하기를 희망했다. 그러나 해안으로 가는 여정은 바람의 변화와 강한 썰물 때문에 느려졌다. 그들은 마을의 대형 방어용 대포를 격목으로 고정시켜 발사되지 못하게 하는 데 성공했지만, 두 보트의 등불이 모두 연료가 떨어져 불을 붙이기가 어려웠다. 이를 해결하기 위해 일행 중 일부는 부두가의 펍을 습격하러 보내졌지만, 간단한 음료를 마시기 위해 멈출 유혹 때문에 추가적인 지연이 발생했다. 그들이 돌아와 방화 공격을 시작할 무렵에는 이미 동이 트고 있었으므로, 불길이 인접한 선박으로 퍼져나가기를 바라며 저조에 의해 모두 좌초된 석탄선 톰슨호에 노력을 집중했다. 그러나 황혼녘에 선원 중 한 명이 몰래 빠져나가 부두가 거리의 주민들에게 경고했다. 화재 경보가 울렸고, 많은 사람들이 부두로 달려 나와 미국인들을 후퇴시키고 마을의 소방차 두 대로 불길을 껐다. 존스의 보트를 대포로 침몰시키려던 마을 사람들의 희망은 현명한 격목 고정 때문에 좌절되었다.

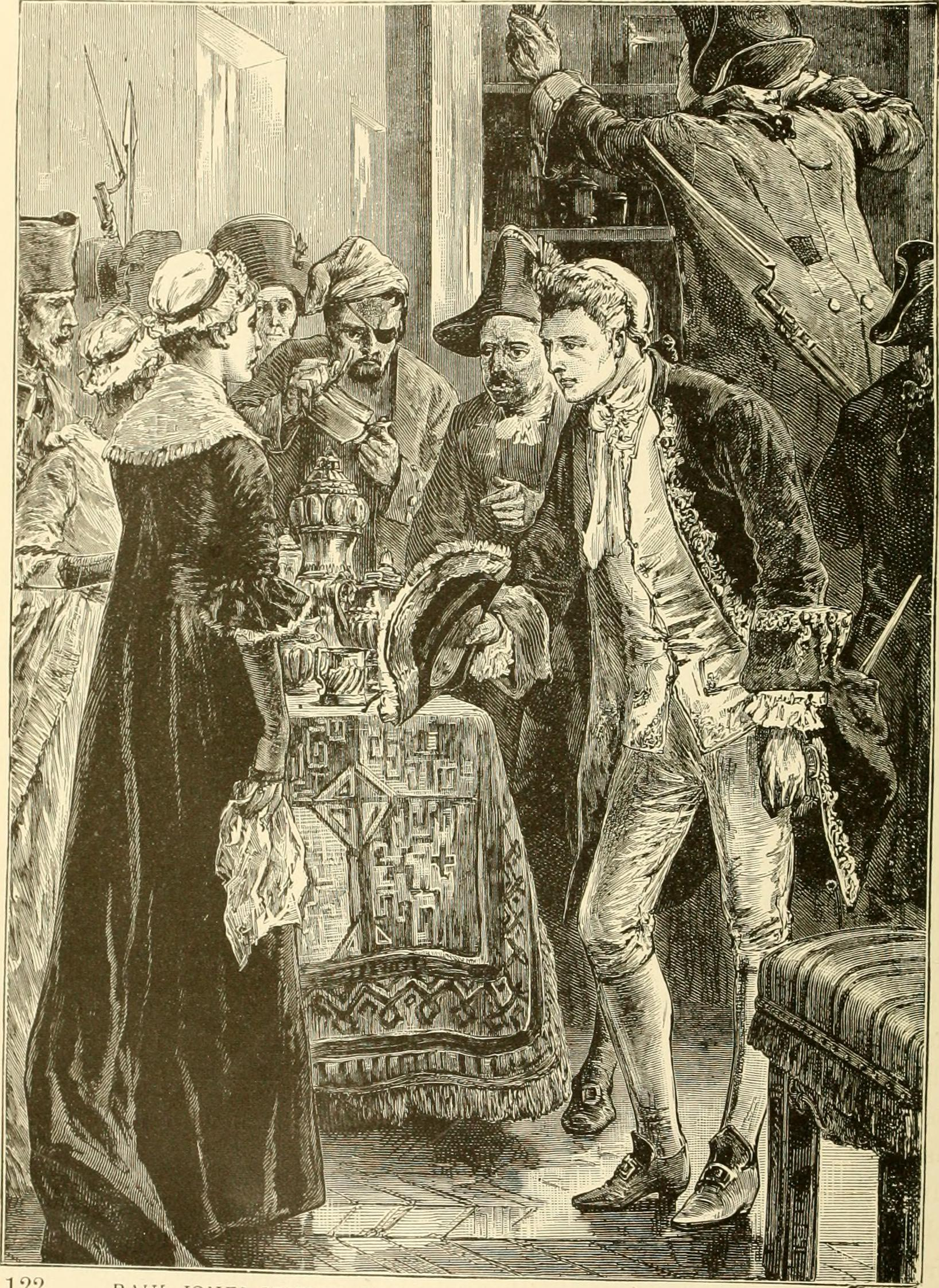
1903년 존 폴 존스가 셀커크 부인의 은접시를 빼앗는 삽화

존스는 다음으로 화이트헤이븐에서 솔웨이만을 건너 스코틀랜드로 향했다. 그는 커크커브리트 근처 세인트 메리 섬에 살던 던바 더글러스, 제4대 셀커크 백작을 몸값으로 잡기를 희망했다. 존스는 백작을 강제 징집된 미국 선원들과 교환할 수 있을 것이라고 추론했다. 백작은 그의 영지에 없다는 것이 밝혀졌고, 그의 아내가 장교들을 접대하고 협상을 진행했다. 캐나다 역사학자 피터 C. 뉴먼은 어린 토머스 더글러스를 보호한 가정교사와 미국인들을 속이기 위해 은접시를 석탄으로 절반쯤 채워 넣은 버틀러의 공로를 인정한다. 존스는 자신의 배로 직접 돌아가 다른 노획물을 계속 찾으려 했다고 주장했지만, 그의 선원들은 "약탈하고, 불태우고, 강탈할 수 있는 모든 것을" 원했다. 결국, 존스는 그들의 욕구를 달래기 위해 가족의 문장으로 장식된 은접시 세트를 압수하는 것을 허락했지만, 다른 것은 아무것도 허락하지 않았다. 존스는 나중에 프랑스에서 팔렸을 때 그 접시를 샀고, 전쟁이 끝난 후 셀커크 백작에게 돌려주었다.
세인트 메리 섬과 화이트헤이븐에 대한 공격은 정상적인 상황에서 승무원과 공유될 노획물이나 이득을 가져오지 못했다. 임무 내내 승무원들은 존스의 부관인 토머스 심프슨 중위가 이끄는 사략선에 탑승한 것처럼 행동했다.

#### 아일랜드 귀환

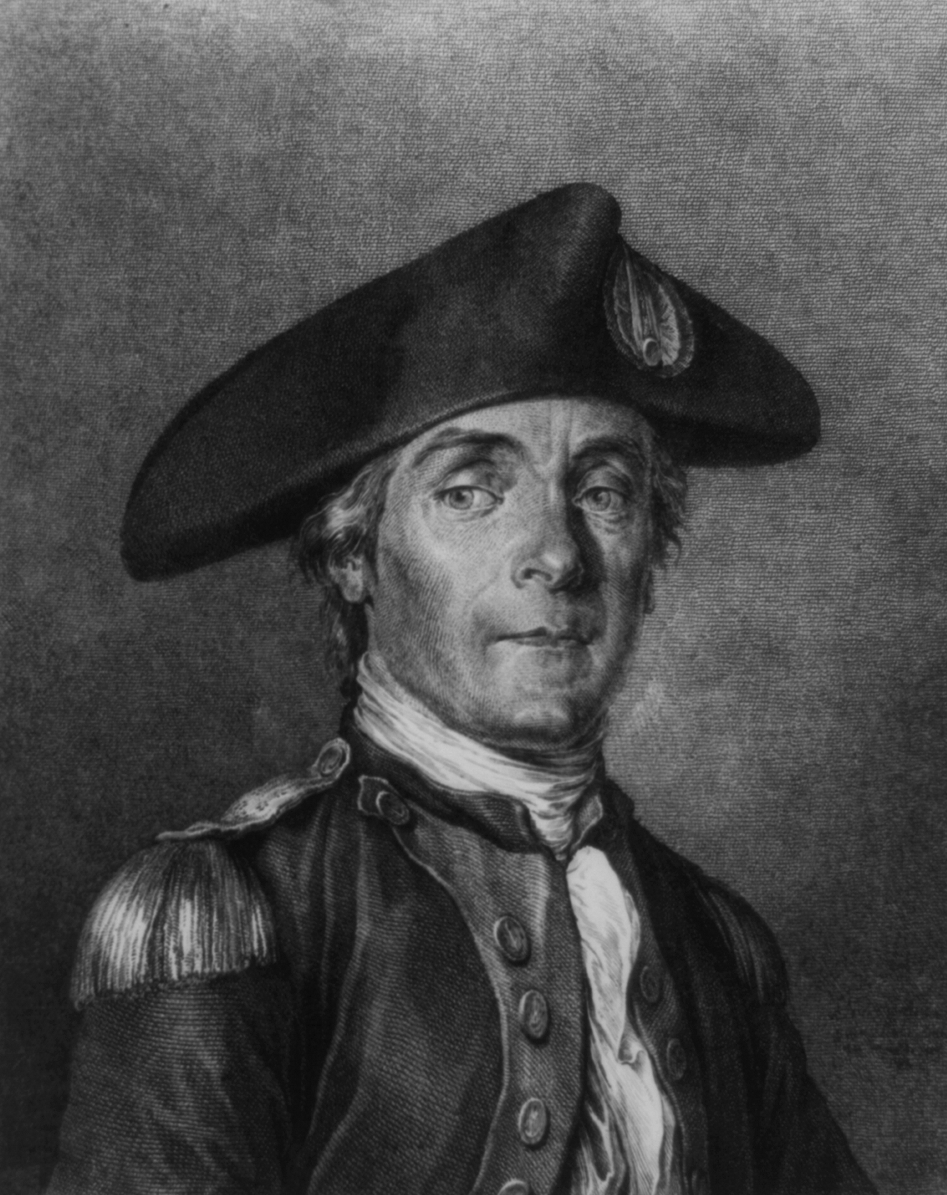
모로 르 준의 1781년 존스 삽화

존스는 레인저호를 이끌고 아일랜드해를 다시 건너 여전히 캐릭퍼거스 앞바다에 정박해 있던 드레이크를 다시 시도하려 했다. 4월 24일 늦은 오후, 화력이 거의 비슷한 두 함선은 전투를 벌였다. 그날 일찍 미국인들은 정찰선 승무원을 나포하여 드레이크가 수십 명의 병사를 태우고 레인저를 나포하고 승선시키려 한다는 것을 알게 되었으므로, 존스는 그런 일이 일어나지 않도록 했고, 영국 함장 조지 버든이 사망한 한 시간 동안의 포격전 끝에 드레이크를 나포했다. 심프슨 중위는 브레스트 (프랑스)로 돌아오는 항해에서 드레이크의 지휘를 맡게 되었다. 레인저가 다른 노획물을 쫓는 동안 두 함선은 귀환 항해 중에 분리되었고, 이는 심프슨과 존스 사이의 갈등으로 이어졌다. 두 함선 모두 안전하게 항구에 도착했지만, 존스는 심프슨에 대한 군사법원을 신청하여 그를 배에 억류시켰다.
부분적으로는 프랑스에서 계속 위원으로 활동하고 있던 존 애덤스의 영향으로 심프슨은 존스의 고발에서 풀려났다. 애덤스는 회고록에서 압도적인 증거가 심프슨의 주장을 뒷받침했다고 암시한다. 애덤스는 존스가 임무의 영광을 독점하고 싶어 했으며, 특히 그가 수많은 중요한 유럽 고위 인사들과 함께 승리를 축하하는 동안 심프슨을 배에 억류함으로써 그러했다고 믿는 듯했다. 지휘관의 시각을 포함한 풍부한 관점에도 불구하고, 실제로 무슨 일이 일어났는지 판단하기는 어렵다. 그러나 승무원들이 지휘관에게 소외감을 느꼈다는 것은 분명하며, 그는 자존심에 의해 동기 부여되었을 수 있다. 존스는 자신의 의도가 명예로웠고 그의 행동이 혁명에 전략적으로 필수적이라고 믿었다. 임무를 둘러싼 논란에도 불구하고, 레인저호의 드레이크 나포는 혁명 중 대륙해군의 몇 안 되는 중요한 군사적 승리 중 하나였다. 레인저호의 승리는 미국 정신의 중요한 상징이 되었고, 혁명 후 미국 해군의 영구적인 설립에 영감을 주었다.

#### 봉옴 리샤르호

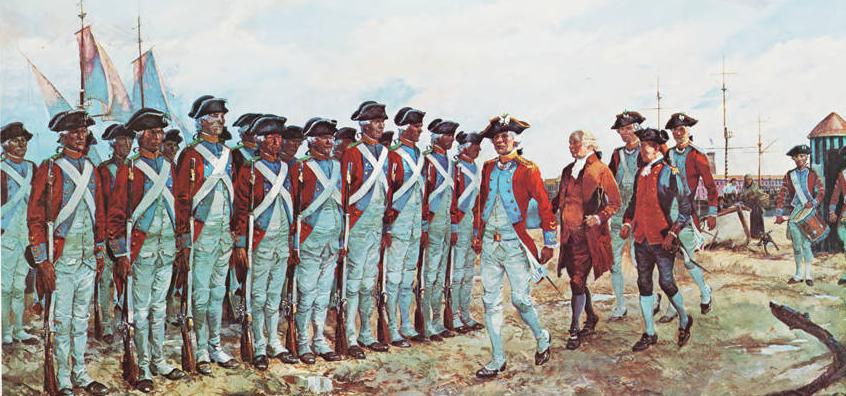
존 애덤스가 1779년 5월 13일 로리앙에서 존스의 아일랜드 해병대를 사열하고 있다.

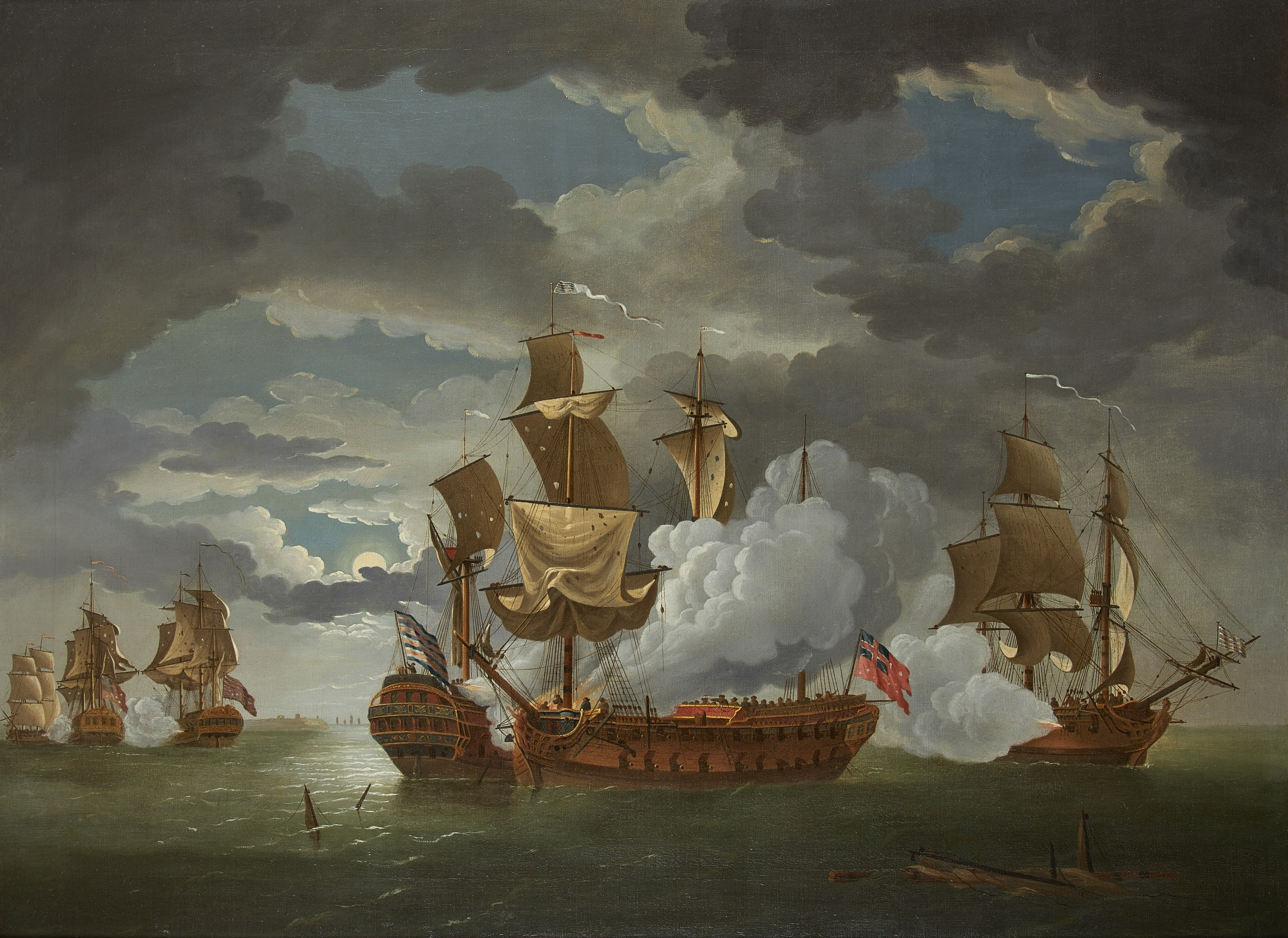
1780년 리처드 패튼의 세라피스호와 봉옴 리샤르호의 해전 삽화

네덜란드 기록에 "존 폴 존스 기"로 기록되어 존스가 "알 수 없는 기"로 세라피스호를 나포했을 때 해적 혐의를 피하는 데 도움이 되었다.

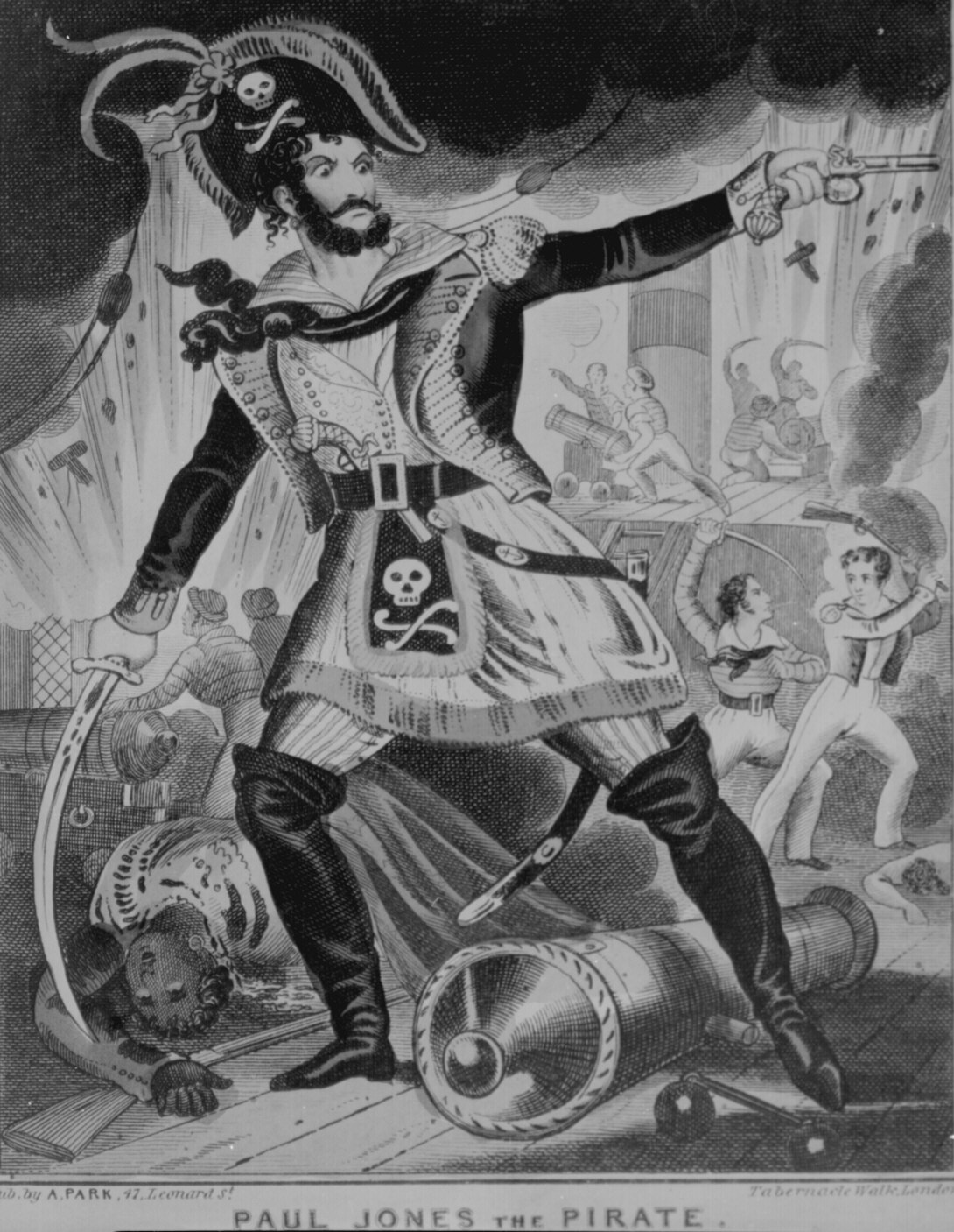
"해적 존 폴 존스", 영국 풍자화

1779년, 존스 함장은 프랑스 해운 거물 자크 도나티엥 르 레 드 쇼몽이 미국에 재건하여 기증한 42문 함선 USS 봉옴 리샤르의 지휘를 맡았다. 8월 14일, 거대한 프랑스와 스페인 침공 함대가 잉글랜드로 접근함에 따라, 그는 36문 함선 USS 얼라이언스, 32문 USS 팔라스, 12문 USS 벵장스, 르 세르프를 포함한 5척의 함대로 아일랜드로 향하여 시선을 분산시켰다. 이들 함선에는 사략선 몬시외와 그랜빌도 동행했다. 함대가 그루아섬에서 불과 며칠 떨어져 있었을 때, 몬시외호는 함장과 존스 사이의 불화로 인해 분리되었다. 여러 영국 왕립 해군 군함이 존스를 추격하기 위해 아일랜드로 파견되었지만, 이번에는 그는 스코틀랜드 북부를 완전히 우회하여 북해로 계속 나아갔다. 존스의 주요 문제는 이전 항해와 마찬가지로 불복종, 특히 얼라이언스호 함장 피에르 랑데에 의해 발생했다. 9월 23일, 함대는 이스트라이딩오브요크셔주의 플램버러 헤드 해안에서 대규모 상선 호송대를 만났다. 44문 영국 프리깃 HMS 세라피스와 22문 고용 무장함 스카버러 여공작는 호송대와 존스의 함대 사이에 배치되어 상선들이 탈출할 수 있도록 했다.
오후 7시 직후 플램버러 헤드 전투가 시작되었다. 세라피스호는 봉옴 리샤르호와 교전했고, 얼라이언스호는 스카버러 여공작을 상당한 거리에서 포격했다. 세라피스호와 얼라이언스호의 포격으로 상당한 피해를 입은 존스는 곧바로 대포전에서는 승리할 수 없다는 것을 깨달았고, 바람이 잦아들자 리샤르호와 세라피스호를 묶기 위해 모든 노력을 기울였다(그의 유명하지만 사실이 아닌 인용문인 "나는 아직 싸움을 시작하지 않았다!"는 이 전투 단계에서 항복 요구에 대한 답변으로 발언된 것으로 알려져 있다). 약 한 시간 후, 그는 성공했고, 갑판포와 해병 사수들로 영국군 갑판을 쓸어버리기 시작했다. 얼라이언스호는 지나가며 일제 사격을 가해 세라피스호만큼이나 리샤르호에도 피해를 입혔다. 한편, 스카버러 여공작은 팔라스호를 주 전투의 풍하 쪽으로 유인하여 별도의 교전이 시작되었다. 약 한 시간 후 얼라이언스호가 이 전투에 접근하자 심하게 손상된 스카버러 여공작은 항복했다.
봉옴 리샤르호가 불타고 침몰하는 동안, 그녀의 선기 (기)가 총에 맞아 떨어졌을 것으로 보인다. 장교 중 한 명이 함장이 사망했다고 믿고 항복을 외치자, 영국 사령관은 이번에는 진지하게 그들이 깃발을 내렸는지 물었다. 존스는 나중에 "나는 당신이 깃발을 내리게 할 작정이다"와 같은 말을 했다고 기억했지만, 선원들이 들었고 며칠 후 신문에 보도된 말은 "나는 침몰할 수도 있지만, 항복한다면 저주받을 것이다"에 더 가까웠다. 영국군의 봉옴 리샤르호 승선 시도는 좌절되었고, 미국 선원이 던진 수류탄은 세라피스호의 하부 포 갑판에 있던 많은 양의 화약 폭발을 일으켰다. 얼라이언스호는 주 전투로 돌아와 두 차례 일제 사격을 가했다. 이 역시 세라피스호만큼이나 리샤르호에 피해를 입혔지만, 세라피스호가 움직일 수 없게 만들었다는 점에서 전술은 성공했다. 얼라이언스호가 자신의 대포 사거리 밖에서 잘 유지되자, 세라피스호의 피어슨 함장은 전투를 더 이상 지속해도 아무것도 얻을 수 없다고 판단하고 항복했다. 봉옴 리샤르호의 대부분 승무원들은 다른 함선으로 옮겨졌고, 하루 반 동안의 필사적인 수리 노력 끝에 배를 살릴 수 없다고 판단되었다. 봉옴 리샤르호는 침몰하도록 내버려졌고, 존스는 중립국(그러나 미국에 동조하는) 네덜란드의 텍셀 섬으로 가는 항해에서 세라피스호의 지휘를 맡았다.
다음 해, 루이 16세는 존스에게 "기사" 칭호를 수여했다. 존스는 이 영예를 받아들였고 이후 이 칭호를 사용하기를 원했다. 1787년 대륙회의가 그의 "용기와 뛰어난 공적"을 기념하기 위해 금메달을 주조하기로 결정했을 때, 그것은 "기사 존 폴 존스"에게 수여될 예정이었다. 그는 또한 루이 16세로부터 "l'Institution du Mérite Militaire" 훈장과 검을 받았다. 대조적으로, 이 시기 영국에서는 그는 보통 해적으로 폄하되었다.
존스는 또한 1783년 펜실베이니아주에 신시내티 협회가 설립되었을 때 원년 회원으로 입회했다.

### 러시아 복무

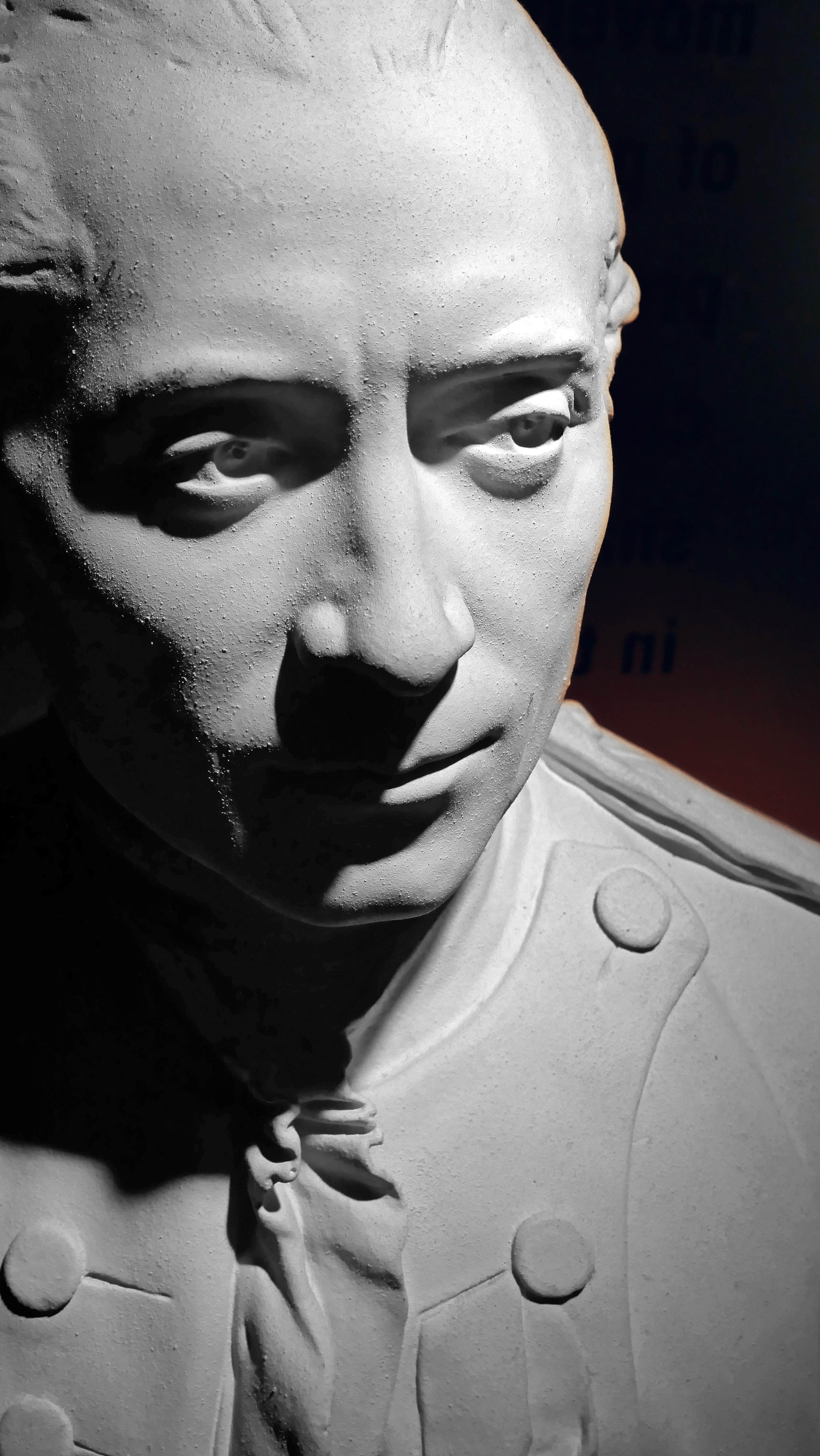
장앙투안 우동이 1781년에 만든 원본 모델에서 본뜬 존 폴 존스의 1908년 석고 모형. 현재 그리니치의 국립해양박물관 (영국)에 소장되어 있다.

1782년 6월, 존스는 74문 함선 USS 아메리카의 지휘관으로 임명되었지만, 의회가 좌초된 르 마그니피크의 대체품으로 아메리카를 프랑스에 넘겨주기로 결정하면서 그의 지휘는 무산되었다. 그 결과, 그는 1783년에 이전 승무원들에게 지급될 포획금을 수집하기 위해 유럽에 파견되었다. 결국, 이 임무도 만료되었고 존스는 활동적인 고용 전망을 잃게 되었으며, 이는 그가 1787년 4월 23일 예카테리나 2세 여제의 러시아 제국에 입대하는 계기가 되었다. 예카테리나 여제는 존스에게 큰 신뢰를 보내며 "그는 콘스탄티노폴리스에 도착할 것이다"라고 말했다. 그는 프랑스 신분으로 파벨 드 조네스(Павел де Жонес, Paul de Jones)라는 이름을 부여받았다.
그러나 존스는 미국 시민이자 장교로서의 신분을 유지할 의사를 분명히 했다. 해군소장으로서 24문 기함 블라디미르호에 탑승한 그는 나사우-지겐 공이 지휘하는 드니프로 함대와 협력하여 흑해의 한 지류인 드니프로부흐어귀에서 튀르크군과의 해군 작전에 참여했다. 이 곳으로 남부크강과 드니프로강이 흘러든다.
존스는 18척의 전열함과 40척의 프리깃함을 포함한 100척 이상의 상당하고 더 큰 투르크 함대에 맞섰다. 존스의 함선들은 조악하게 건조되었고, 강제 징집된 농노들이 탑승했으며, 완전히 무장되지 않았다. 게다가 그는 통역사를 통해 함대와 소통해야 했다. 그는 방어 전략을 사용하고 싶어 했지만, 서둘러 공격하기를 원했던 나사우 지겐과 다투었다. 존스는 함대를 V자 형태로 배치하여 부그강 입구에 배치하여 투르크 해군을 강 아래로 유도하여 치명적인 교차 사격으로 죽음의 지대를 만들고 싶었지만, 바람이 그에게 불리했다. 그럼에도 불구하고 그는 닻을 던지고 스스로 제자리를 찾아 이동함으로써 함대가 이 대형을 만들게 했다. 이 전략은 성공했고, 더 큰 투르크 해군은 패배했다. 전투 중에 나사우 지겐의 기함은 안전한 위치로 도망쳤다. 그러나 전투에서 승리하고 적의 기함이 모래톱에 갇히자, 존스는 승무원들에게 기함에 접근하여 나포하라고 명령했다. 대신 그의 러시아 함장은 짧게 멈춰서 닻을 내렸고, 나사우 지겐이 전리품을 가져가게 했다. 존스의 성공과 전략에도 불구하고, 이 시기에 포템킨이 예카테리나 여제에게 보낸 편지들은 존스가 궁정에서 권력을 얻는 것을 막기 위해 나사우 지겐에게 공을 돌렸다. 존스가 포템킨과 대면하여 자신(포템킨)이 나사우 지겐에게 조종당하고 있다고 말하자, 포템킨은 "아무도 나를 조종할 수 없어, 여제도 마찬가지야!"라고 대답했다.
존스(와 나사우-지겐)는 오스만군을 이 지역에서 격퇴했지만, 나사우-지겐의 질투심 많은 계략(그리고 아마도 존스 자신의 제국 정치에 대한 무능함)은 러시아 사령관 그리고리 포템킨 공을 존스에게 등 돌리게 만들었다.
존스는 북해의 지휘관으로 전보될 것이라는 명목으로 상트페테르부르크로 소환되었다. 다른 요인으로는 라이벌 장교들의 이론적인 불만도 있을 수 있는데, 그들 중 일부는 러시아에 고용된 전 영국 해군 장교들이었으며, 존스를 배신자로 간주하고 그에게 말하기를 거부했다.
러시아 궁정 내의 외국인으로서 존스는 기존의 권력 구조를 위협했다. 그는 투르크 해군을 성공적으로 격파했지만, 더 이상 전쟁에 중요한 인물이 아니었다. 그의 직속 상사였던 그리고리 포템킨 공작은 교활하고 궁정 음모에 능하며, 아첨꾼들만 자신의 밑에 두는 인물로 알려져 있었고, 존스의 자존심과 서툰 궁정 음모에 분개했다. 존스의 승리 후, 포템킨은 그를 실패하게 만들도록 고안된 불가능한 임무를 맡기기 시작했다.
1788년 6월 8일, 존스는 성 안나 훈장을 수여받았지만, 다음 달에 쓰라린 마음으로 떠났다.
1789년, 존스는 폴란드-리투아니아의 바르샤바에 도착하여 미국 독립 전쟁 참전 용사인 타데우시 코시치우슈코와 친구가 되었다. 코시치우슈코는 그에게 독재적인 러시아의 복무를 떠나 다른 세력을 섬길 것을 조언하며 스웨덴을 추천했다.

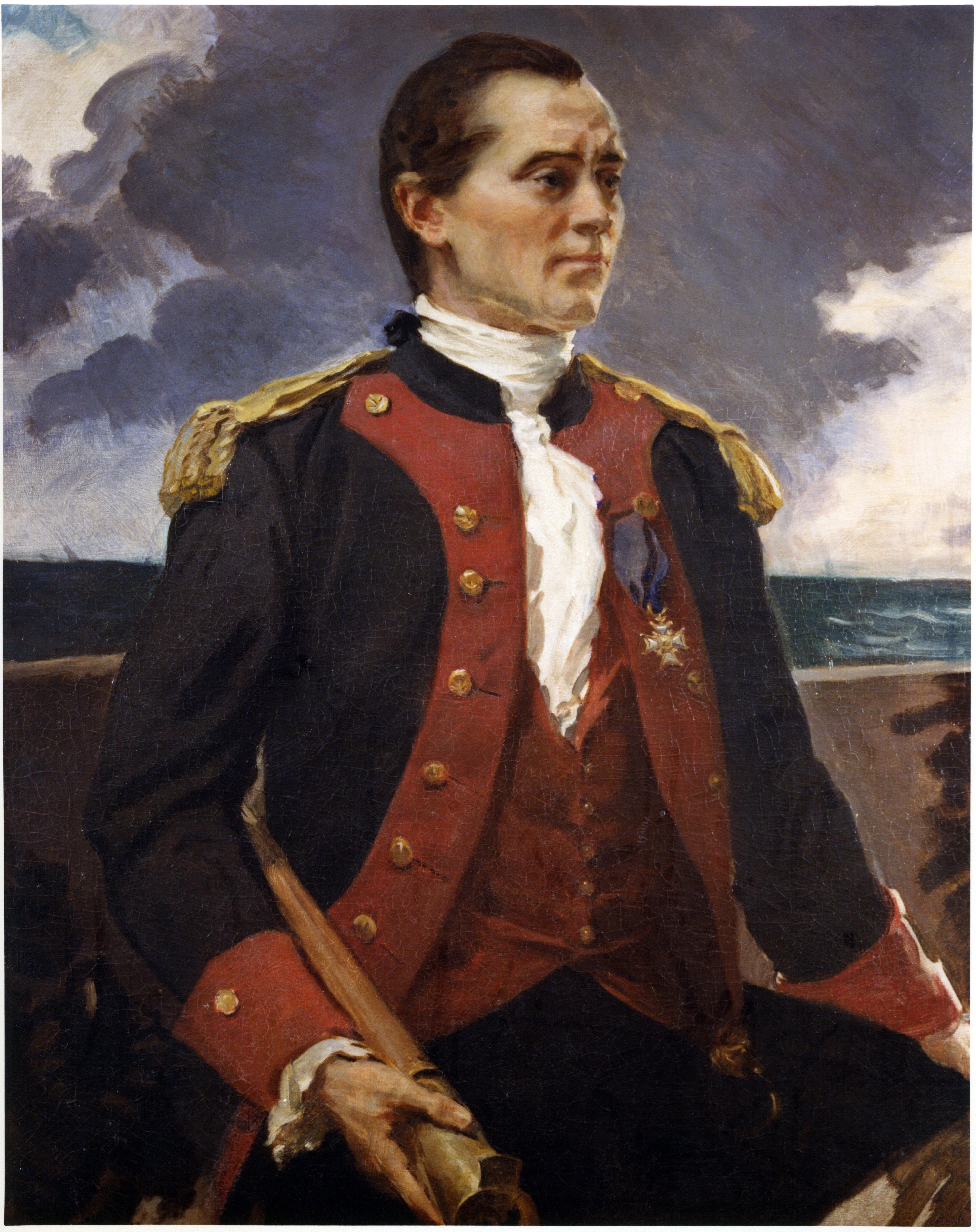
1906년 세실리아 보가 그린 존 폴 존스의 초상화

#### 강간 혐의와 망명
1789년 3월 31일, 존스는 "상트페테르부르크에 사는 독일 이민자들의 딸"인 10세 러시아 소녀 카테리나 스테파노바를 강간한 혐의로 기소되었다. 그녀는 어머니와 함께 살았으며, 어머니가 그녀를 돌보며 법적 절차를 시작했다.
스테파노바는 경찰에 자신이 버터를 팔기 위해 존스의 아파트에 소환되었을 때 "하얀 제복, 금색 장식, 붉은 리본을 단 남자"에게 얼굴을 주먹으로 맞았고, 그 남자가 흰 손수건으로 입을 틀어막고 질을 관통했다고 증언했다. 연대 군의관과 조산사는 모두 그녀를 진찰했으며, 이러한 신체적 및 성적 폭행을 입증할 증거를 발견했다. 존스의 집사 요한 고트프리트 발은 스테파노바가 존스의 방에 들어갔을 때 존스가 정복을 입고 있었다고 증언했다. 그는 열쇠 구멍으로 들여다보니 존스가 정복이 아닌 가운을 입고 있었다고 보고했다. 발은 또한 "...나중에 소녀가 떠나는 것을 보았는데, 입술은 피로 덮여 있었고 얼굴은 울음으로 부어 있었다. 그는 또한 경찰에 그날 밤 주인님의 방에 들어가 침대를 정리하다가 바닥에서 피방울을 발견했다고 말했다."
강간은 발생했다고 주장된 지 하루 남짓 후에 보고되었는데, 이는 러시아 법규상 그러한 지연을 동의의 증거로 간주하여 사건이 보통 진행되지 않았을 것이라는 의미였다. 그러나 예카테리나 2세는 직접 개입하여 법적 절차를 계속 진행하도록 허용했다(그녀는 "여성들이 극복할 수 없는 어려움에 직면한 사건"에 개입하는 것으로 알려져 있었다).
존스는 변호사를 고용했지만, 그 변호사는 곧 사건을 그만두었다. 추측건대 예카테리나 2세의 지시로 상트페테르부르크 총독을 통해 사건을 그만두게 한 것으로 보인다. 존스는 검찰에 제출한 진술서에서 이전에 스테파노바에게 "자주" 성관계를 위해 돈을 지불했지만, 그녀를 강간한 것은 부인했다. 존스는 자신이 그녀의 처녀성을 앗아가지 않았고, 그녀가 주장되는 나이보다 많다고 믿었다고 진술했다. 그는 "나는 여성을 사랑하며, 솔직히 말해 그 성에서만 얻을 수 있는 쾌락을 사랑한다. 그러나 강제로 그런 것들을 얻는 것은 나에게 끔찍하다"고 썼다. 그러나 존스는 나중에 이 고발이 전적으로 거짓이며, 카테리나의 어머니 소피아 표도로브나가 저명한 남자로부터 금전적 이득을 얻으려 했다는 주장 때문이라고 말했다. 그는 또한 법정에 카테리나의 아버지 스테판 홀츠바르텐을 출석시켜 딸이 10세가 아닌 12세였고, 그의 아내가 다른 남자를 위해 그를 떠났으며, 사창가에 살았고, 그녀 자신도 난잡했다고 증언하게 했다. 존스는 세귀르 백작, 즉 러시아 궁정의 프랑스 대표(이자 존스의 수도에서의 마지막 친구)를 개입시켰는데, 그는 세귀르에게 스테파노바가 "수선할 리넨이나 레이스"를 요청하러 왔다가 "음란한 몸짓을 했다"고 주장했지만, 자신은 "그녀에게 그렇게 비열한 직업에 뛰어들지 말라고 조언했고, 돈을 좀 주고 해고했다"고 주장했다. 세귀르는 고발을 조사하고 포템킨에게 그것이 거짓이며, 존스가 샤를 공의 목적을 위한 음모의 희생양이라고 제안했다. 세귀르는 존스가 "여제의 침대를 공유하는 남자들을 불쾌하게 했거나" 아니면 여제로부터의 "접근"을 거부하여 예카테리나 2세를 화나게 했다는 이론을 제시했다.

존스의 포템킨에 대한 항소는 "...묵살되었고, 존스는 러시아 군주의 판단에 맞서 러시아의 지원을 받지 못했다." 그러나 세귀르 백작을 통한 미국과 프랑스 간의 국제적 압력으로 예카테리나 여제는 존스에게 2년간의 해외 휴가를 허락했는데, 이는 사실상의 망명이었다. 이는 장교의 강간에 대한 일반적인 처벌인 참수 또는 평생의 강제 노동 대신이었다. 야코프 벨에 따르면 다음과 같다:
여제의 이러한 행동은 그녀의 우선순위를 증명했다. 그녀는 전시 중에 해외 요원들이 특별히 찾아낸 유능한 해군 사령관을 해임했는데, 이는 그녀가 존스에 대한 혐의를 그의 잠재적인 군사적 봉사보다 더 중요하게 여겼음을 보여준다.

## 말년

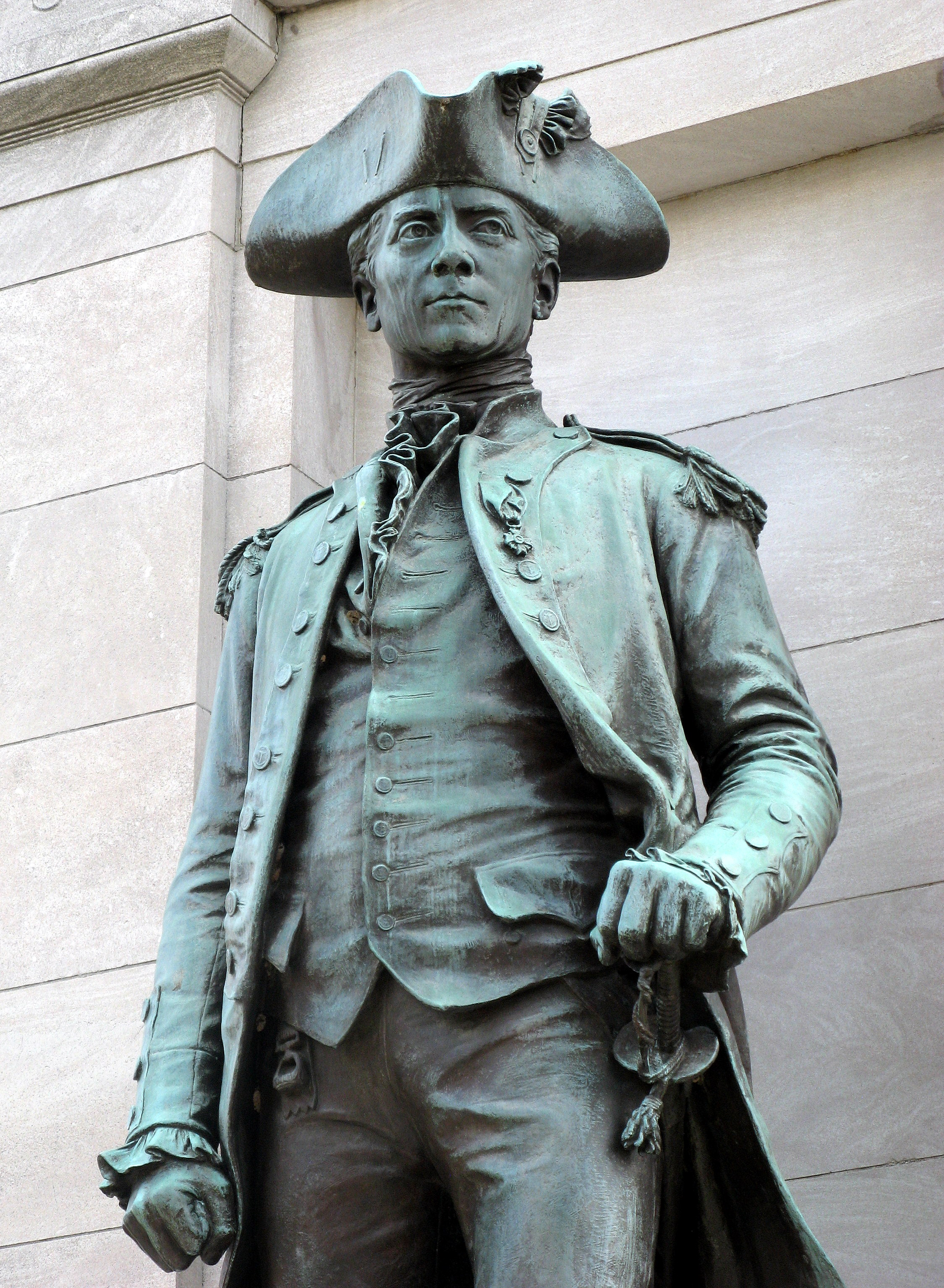
워싱턴 D.C.의 존 폴 존스 기념비

1790년 5월, 존스는 파리 (프랑스)에 도착했다. 그는 여전히 러시아 해군소장 직위를 유지하고 있었으며, 이에 상응하는 연금 덕분에 2년 후 사망할 때까지 은퇴 생활을 할 수 있었지만, 파리 사회에서 발판을 마련할 수는 없었다. 토머스 칼라일은 그에 대해 "불쌍한 폴! 굶주림과 낙담이 너의 가라앉는 발자취를 뒤쫓는구나"라고 썼다.:44 이 기간 동안 그는 러시아 해군에 다시 입대하기 위해 여러 차례 시도했다. 그러나 예카테리나 2세는 그의 편지에 답하지 않았고, 중개인인 프리드리히 멜히오르 폰 그림 남작에게 존스의 복무 기록이 특별하지 않았으며, 존스에 대한 강간 혐의로 인해 러시아 해군들이 그 아래에서 복무하기를 거부했다고 설명했다. 예카테리나 2세는 또한 존스가 덴마크와 스웨덴 해군에 합류하려는 시도를 막기 위해 영향력을 행사했다.
이 무렵, 그의 회고록은 에든버러에서 출판되었다. 이에 영감을 받아 제임스 페니모어 쿠퍼와 알렉상드르 뒤마는 나중에 자신들의 모험 소설을 썼다. 쿠퍼의 1824년 소설 항해사는 존스의 해상 활동을 허구적으로 묘사하고 있으며, 뒤마의 캡틴 폴은 1846년에 출판된 항해사의 후속 소설이다.
이 기간 동안 그는 그의 저서 『리만 작전 회고록(Narrative of the Campaign of the Liman)』을 썼다.
미국 전기 사전의 존스 항목에 대한 추가 설명에서 월터 R. 헤릭 주니어는 새뮤얼 모리슨의 『존 폴 존스: 선원의 전기』(1959)를 인용하며 다음과 같이 결론지었다. "요컨대 존스는 굴하지 않는 용기, 강한 의지, 그리고 자신이 선택한 직업에서 뛰어난 능력을 지닌 선원이었다. 다른 면에서는 그가 위선자, 싸움꾼, 난봉꾼, 그리고 직업적 및 사회적 출세를 추구하는 사람이었다는 점을 인정해야 한다. 그의 성격 중 이러한 요소들이 바다에서의 그의 업적을 깎아내리지는 않지만, 아마도 그가 미국의 불멸자들 대열에서 중요한 위치를 차지할 자격을 의심하게 만들 수도 있을 것이다."

## 사망
1792년 6월, 존스는 알제의 데이와 미국 포로 석방을 협상하기 위해 미국 영사로 임명되었다. 존스가 임무를 수행하기도 전에, 그는 1792년 7월 18일 파리 6구에 있는 뤼 드 투르농 19번지 3층 아파트 침대에서 엎드려 죽은 채 발견되었다. 그는 45세였다. 사망 원인은 간질성신염이었다. 소수의 하인, 친구, 충성스러운 가족이 그의 시신을 four 마일 (6.4 km) 장례식장까지 운반했다. 그는 프랑스 왕실 소유의 생 루이 묘지에 안장되었다. 그의 부고 기사에서 미국 언론은 그의 업적을 부분적으로 잊었고 일부는 그를 프랑스 전쟁 영웅으로 묘사했다.:47
존스는 사망 당시 다른 사람들에게 상당한 돈과 땅을 빚지고 있었다. 그는 봉옴 리샤르호에서의 복무에 대해 직접적인 보상을 받지 못했고, 대신 선박 장교들에게 지급된 금액의 일부를 횡령할 수밖에 없었다. 그가 나포한 7척의 선박 중 3척은 덴마크에 의해 징발되었고, 덴마크는 그에게 보상하지 않았다. 대신 그는 덴마크 국왕으로부터 연금을 받았지만, 이 역시 전혀 지급되지 않았다. 그는 또한 1783년 윌리엄 트렌트로부터 구매한 서부 펜실베이니아의 약 13,000에이커의 땅을 빚지고 있었다. 존스의 유언장은 두 청구권을 조카인 재닛 테일러에게 남겼는데, 그녀는 1830년 미국으로 건너와 이를 추구했다. 그녀는 성공하지 못한 것으로 보이며, 1843년 그녀의 사망 이후 그녀의 후계자인 조지 레키 로든이 더 적극적으로 청구권을 추구했다. 로든은 선박에 대한 배상금을 얻었지만, 의회는 땅에 대한 그의 청원을 무시했다.
존스의 묘비는 표시되지 않았거나, 미상의 시점에 묘비가 도난당했다.:106 미국인들이 1899년에 그의 관을 찾기 시작할 무렵에는 그의 매장 기록도 사라졌는데, 파리 코뮌이 피의 주간 동안 이를 불태웠기 때문이다.:96 한편, 그의 개인 서류는 여러 사람에게 옮겨졌고, 마침내 뉴욕의 한 빵집 창문에 전시되었는데, 1824년 한 손님이 이를 발견하고 구입했다. 뉴욕의 한 신문은 이 서류를 "프랭클린, 핸콕, 라파예트, 존 애덤스"의 문서라고 묘사하며 존스 자신은 언급하지 않았다.:67

### 발굴과 재매장

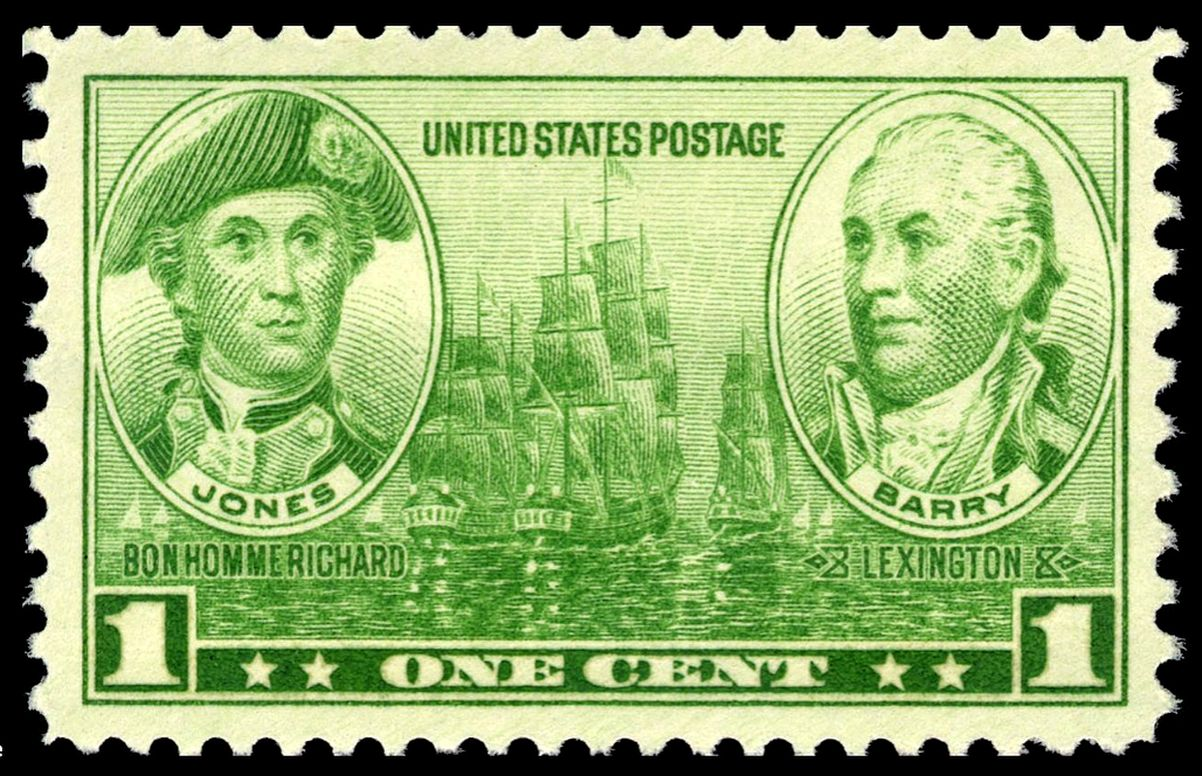
미국 우편에 기념된 존 폴 존스와 존 배리
1936년 해군 발행

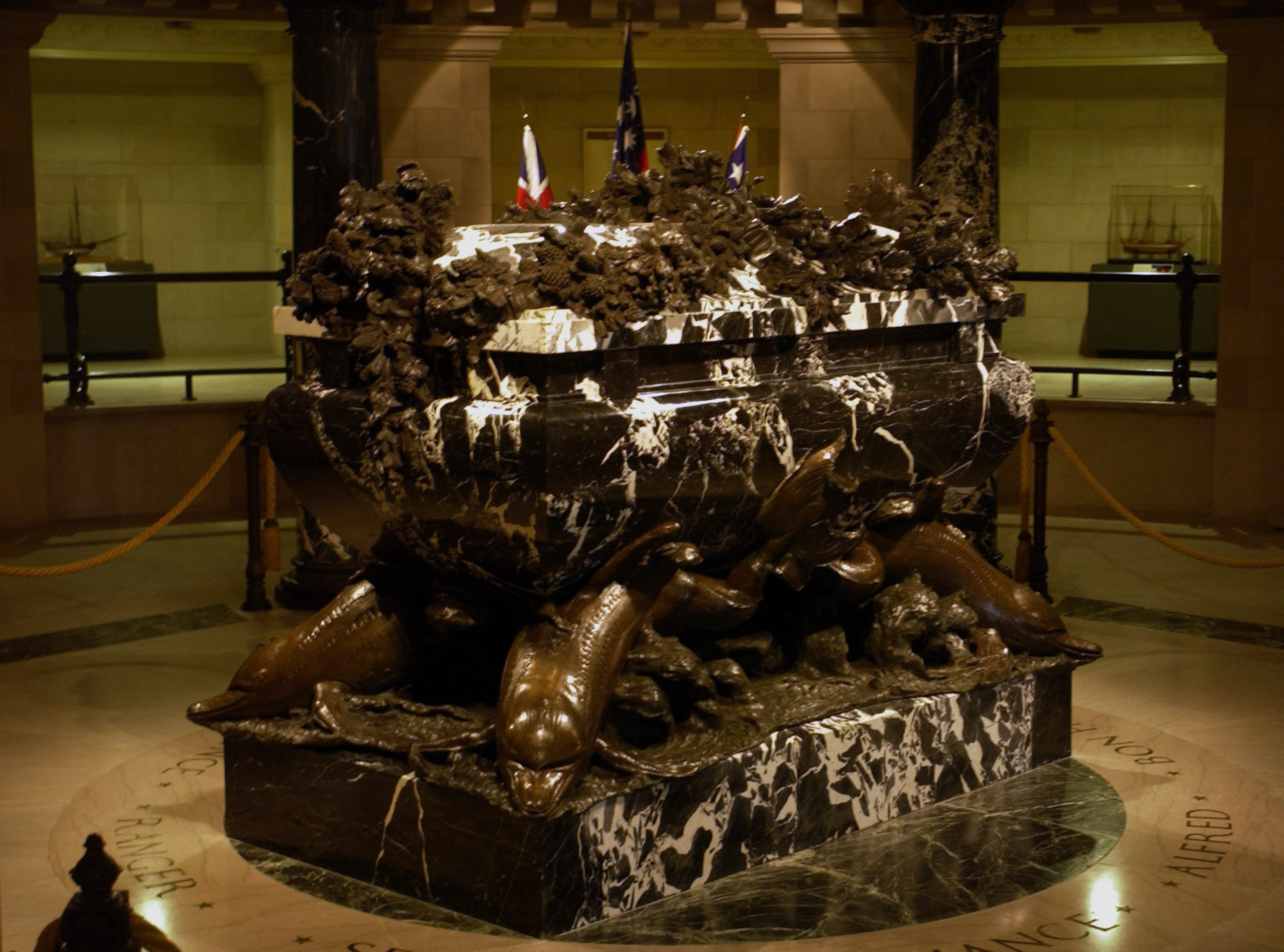
아나폴리스 (메릴랜드주)의 미국 해군사관학교에 있는 존스의 대리석과 청동 석관은 생도들이 365일 24시간 경비를 서고 있다.

1905년, 존스의 유해는 주프랑스 미국 대사 호레이스 포터 장군에 의해 확인되었다. 그는 사라진 매장 기록의 조악한 1851년 사본을 사용하여 시신을 추적하는 데 6년을 보냈다. 존스 사망 후, 프랑스인 피에로 프랑수아 시몬은 시신을 미라화하기 위해 460프랑 이상을 기부했다. 시신은 알코올에 보존되어 납관에 안치되었는데, "미국이 그의 유해를 요구하기로 결정할 경우, 더 쉽게 식별될 수 있도록" 하기 위함이었다. 포터는 자신의 수색에서 무엇을 찾아야 할지 알고 있었다. 오래된 파리 지도의 도움으로 인류학자 루이 카피탄이 포함된 포터의 팀은 이전 생루이 개신교 묘지 부지를 확인했다. 음향 탐침을 사용하여 납관을 찾았고, 결국 5개의 관이 발굴되었다. 1905년 4월 7일 발굴된 세 번째 관은 발굴자들에 의해 즉시 존스의 것으로 인식되었다.:105 카피탄 박사와 조르주 파피요 박사의 사후 검사 결과 그들의 인상이 확인되었고, 시신을 존스로 식별할 수 있는 몇 가지 특징이 발견되었다. 부검은 원래 사망 원인을 확인했다. 얼굴은 나중에 장앙투안 우동의 흉상과 비교되었다.:114
존스의 시신은 USS 브루클린 (CA-3)을 타고 미국으로 운반되었으며, 다른 세 척의 순양함, 그 중 하나는 USS 타코마 (CL-20)의 호위를 받았다. 미국 해안선에 접근하자, 7척의 미국 해군 전함이 존스의 시신을 미국으로 호위하는 행렬에 합류했다. 1906년 4월 24일, 존스의 관은 아나폴리스 (메릴랜드주) 미국 해군사관학교 밴크로프트 홀에 안치되었으며, 시어도어 루스벨트 대통령이 주재한 달그렌 홀에서의 의식 후 루스벨트 대통령은 존스에게 경의를 표하고 그를 해군 장교들의 본보기로 삼는 연설을 했다. 1913년 1월 26일, 함장의 유해는 마침내 실뱅 살리에르가 디자인한 청동과 대리석 석관에 아나폴리스 (메릴랜드주) 해군사관학교 예배당에 재안치되었다.

## 화이트헤이븐 사후 사면
존스는 1999년 그의 습격에 대해 화이트헤이븐 항으로부터 명예 사면을 받았다. 이 행사에는 영국 주재 미국 해군 무관을 대표하는 스티브 라이언스 중위와 영국 주재 러시아 대사 유리 포킨이 참석했다. 미국 해군은 또한 화이트헤이븐 항의 자유를 수여받았는데, 이는 400년 역사상 처음 있는 일이었다. 사면과 자유는 제라드 리처드슨 (작가)이 해양 축제 시리즈의 시작의 일환으로 주선했다. 화이트헤이븐의 리처드슨은 이제 화이트헤이븐 시와 항구의 미국 해군 명예 영사관이며, 영사는 미 해군 스티브 모건 (미 해군) 예비역 해군소장이며, 부영사는 롭 로마노이다.

## 문학과 예술에서
제임스 페니모어 쿠퍼는 1823년에 출판된 역사 소설 항해사를 썼는데, 존 폴 존스를 주인공으로 다루고 있다. 이 소설은 나중에 프랑스 작가 알렉상드르 뒤마에 의해 1838년에 출판된 캡틴 폴(Le Capitaine Paul)로 재해석되었다.
그에 관한 할리우드 영화는 존 폴 존스(1959) 단 한 편인데, 그의 사생활을 largely fiction으로 묘사하고 있다. 또한 1995년에 제작된 그에 관한 45분짜리 다큐멘터리도 있다. 1923년, 프랭클린 D. 루스벨트는 존스에 관한 각본을 쓰고 파라마운트 픽처스 설립자 아돌프 주커에게 보냈는데, 주커는 정중하게 거절했다.
조니 호턴은 1960년에 존 폴 존스에 관한 바다 노동요를 썼다. 영국 포크 밴드 롱기스트 존스는 영국 관점에서 그를 언급하는 "존 폴 존스는 해적이다"라는 노래를 만들었다.
존스는 미국 애니메이션 역사 소설 TV 시리즈 리버티즈 키즈의 주요 등장인물이다. "아직 싸움을 시작하지 않았다" 에피소드에서 존스(성우 리암 니슨)는 플램버러 헤드 전투 동안 주인공 사라가 미국에 대한 진정한 충성심을 갖도록 돕는다.

## 같이 보기
- 존 헤이즐우드 코모도어, 필라델피아 전역 기간 동안 대륙해군과 펜실베이니아 해군 사령관
- 존 폴 존스 코티지 박물관, 스코틀랜드에 있는 존스의 생가
- 존 폴 존스 하우스, 미국 건국 기간 동안 뉴햄프셔에 있던 거주지
- USS 폴 존스 (1862), 1862년 취역, 1867년 퇴역한 증기 포함
- USS 폴 존스 (DD-10), 1902년 취역, 1919년 퇴역한 베인브리지급 구축함
- USS 폴 존스 (DD-230), 1921년 취역, 1945년 퇴역한 클렘슨급 구축함
- USS 존 폴 존스 (DD-932), 미 해군 포레스트 셔먼급 구축함. 1956년 취역, 1982년 퇴역
- USS 존 폴 존스 (DDG-53), 미 해군에 현역 복무 중인 알레이버크급 구축함
- 존 폴 존스 (동음이의)
- 존 폴 존스 (음악가)

## 참고 문헌
- 본 문서에는 현재 퍼블릭 도메인에 속한 브리태니커 백과사전 제11판의 내용을 기초로 작성된 내용이 포함되어 있습니다.
- Boudriot, Jean (1987), 《John Paul Jones and the Bonhomme Richard》 (technical study of the ship), Collection archeologie navale française, ISBN 2-903178-20-8.
- Bradford, James C., 편집. (1986), 《The papers of John Paul Jones》 (10 microfilm reels), Cambridge, UK; Alexandria, VA: Chadwyck-Healey.
- ——— (1986), 《Guide to the microfilm edition of the papers of John Paul Jones, 1747–1792》, Alexandria, VA: Chadwyck-Healey.
- Brady, Cyrus Townsend (1906). 《Commodore Paul Jones》. New York: D. Appleton & Co., 482 pp; original from Univ. California.
- Cotten, Elizabeth H. (1966), 《The John Paul Jones–Willie Jones Tradition》, Charlotte: Heritage Printers, ASIN B0007F8TO2.
- de Koven, Reginald (Mrs.) (1913), 《The Life and Letters of John Paul Jones》, London: Werner Laurie, 2 vols.
- Feld, Jonathan (2017), 《John Paul Jones's Locker: The Mutinous Men of the Continental Ship Ranger and the Confinement of Lieutenant Thomas Simpson》, Washington, D.C.: Naval History and Heritage Command, 2017년 6월 29일에 원본 문서에서 보존된 문서.
- Frost, John (1845), 《The Pictorial Book of The Commodores; Comprising Lives of Distinguished Commanders In The Navy of The United States》, New York: Nafis & Cornish.
- Gilkerson, William (1987), 《The Ships of John Paul Jones》 (technical study), Annapolis, MD: Naval Institute Press, ISBN 0-87021-619-8.
- Goodheart, Adam (April 2006), “Home is the sailor”, 《Smithsonian Magazine》, 32–46쪽.
- “John Paul Jones”, 《하퍼스 매거진》 (New York City, NY: Harper & Bros) 11 (62), 1855, 145–70쪽.
- Herrick Jr. "Jones, John Paul " in John A. Garraty, Encyclopedia of American Biography (1974) pp 598–599.
- Morison, Samuel Eliot (1999) [1959]. 《John Paul Jones: A Sailor's Biography》. US Naval Institute Press Bluejacket Books. Raisz, Erwin, charts and diagrams. Boston, MA: Little, Brown & Co. ISBN 1-55750-410-5. LCC E207.J7 M6.
- Paullin, Charles Oscar (1906). 《The navy of the American Revolution: its administration, its policy and its achievements》. Iowa: The Burrows Brothers/Republican Printing., 549 pp.
- Purcell, L. Edward (1993), 《Who was Who in the American Revolution》, New York City, NY: Facts on File, ISBN 0-8160-2107-4.
- Sherburne, John H. The Life and Character of John Paul Jones. Adriance, Sherman & Co. Publishing. New York, pp. 10, 1851.
- Thomas, Evan (2003), 《John Paul Jones: Sailor, Hero, Father of the American Navy》 (popular biography), Waterville, ME: Thorndike Press, ISBN 0-7862-5875-6.

## 추가 자료
- Brown, Charles Walter (1902), 《John Paul Jones of Naval Fame: a Character of the Revolution》, Chicago, IL: M.A. Donohue & Co., ISBN 978-0795024986, 271 pp.
- Callo, Joseph (2011), 《John Paul Jones: America's First Sea Warrior》, Naval Institute Press, ISBN 978-1612510163, 289 pp.
- Sherburne, John Henry (1825). 《The Life of Paul Jones: From Original Documents in the Possession of John Henry Sherburne》. London: John Murray. 320 pp.
- ——— (1851). 《The Life and Character of John Paul Jones: A Captain in the United States Navy. During the Revolutionary War》. New York City, NY: Adriance, Sherman & Co. ISBN 978-0608401683., 408 pp.